# Arroyo de San Serván (kommunhuvudort)
Arroyo de San Serván är en kommunhuvudort i Spanien.   Den ligger i provinsen Provincia de Badajoz och regionen Extremadura, i den sydvästra delen av landet, 290 km sydväst om huvudstaden Madrid. Arroyo de San Serván ligger 232 meter över havet och antalet invånare är 4 048.
Terrängen runt Arroyo de San Serván är platt västerut, men österut är den kuperad. Runt Arroyo de San Serván är det ganska tätbefolkat, med 70 invånare per kvadratkilometer. Närmaste större samhälle är Mérida, 11,7 km nordost om Arroyo de San Serván. Trakten runt Arroyo de San Serván består till största delen av jordbruksmark.